# Christina Silfwerschiöld
Christina Maria Silfwerschiöld, född Ollonberg 1719, död 1787, var en svensk författare.
Silfwerschiöld var ledamot i Kungliga Vetenskaps- och Vitterhetssamhället i Göteborg. Hon debuterade som publicerad poet i Götheborgska Magasinet 1762.